# Rouan Gao II
Rouan Gao II (auch: Rouan Gao Tagoussou, Rouwan Gao II) ist ein Dorf im Arrondissement Zinder IV der Stadt Zinder in Niger.

## Geographie
Das von einem traditionellen Ortsvorsteher (chef traditionnel) geleitete Dorf befindet sich westlich des Stadtzentrums im ländlichen Gemeindegebiet von Zinder, der Hauptstadt der gleichnamigen Region Zinder. Nördlich von Rouan Gao II liegt das Dorf Rouan Gao I. Ein weiteres Nachbardorf ist Kadamari Tambari im Nordosten.
Bei Rouan Gao I und Rouan Gao II erstreckt sich ein kleiner See (mare). Wie im gesamten Gemeindegebiet von Zinder herrscht das Klima der Sahelzone vor, mit einer durchschnittlichen jährlichen Niederschlagsmenge zwischen 300 und 400 mm.

## Bevölkerung
Bei der Volkszählung 2012 hatte Rouan Gao II 524 Einwohner, die in 107 Haushalten lebten. Bei der Volkszählung 2001 betrug die Einwohnerzahl 304 in 52 Haushalten.

## Wirtschaft und Infrastruktur
Das Gebiet um den kleinen See wird als landwirtschaftliche Anbaufläche genutzt. Viele Felder um Rouan Gao II wurden von Einwohnern des Stadtzentrums von Zinder aufgekauft. In der Nähe des Dorfes befinden sich Steinbrüche für Baumaterial und Mülldeponien. Es gibt eine Schule im Ort.